# 神々自身
『神々自身』（かみがみじしん、The Gods Themselves）は、アイザック・アシモフのSF小説。1972年に刊行された。

## 概要
アシモフの長編としては珍しく、ファウンデーションシリーズやロボットシリーズと全く関わりのない独立した作品である。
異なる物理法則を持つパラレルワールドからもたらされた科学技術を軸に、その危険性を訴える者と、利権や偏見のためにそれを抹殺しようとする者たちとの闘いを描いている。全3部構成で、タイトルや各章の表題にもなっているシラーの戯曲『オルレアンの乙女』からの引用句「愚かしさという物は、神々自身ですら手に負えない」が作品のテーマである。
当時ノンフィクション中心に執筆していたアシモフの久々のSF長編だったことに加え、特に第2部では従来のアシモフ作品に欠けていると言われていた「異星人」と「セックス」をストーリーの中核に置いたことで話題を呼んだ。ヒューゴー賞・ネビュラ賞長編部門受賞作。
この作品の基本アイデアである空想の物質「プルトニウム186」は、SF作家のロバート・シルヴァーバーグ（後にアシモフの3短編を長編化している）が討論の席で適当な放射性物質を挙げる必要が生じた際に、誤って現実に存在し得ない「プルトニウム186」の名を口にしたことに因んでいる。元々はシルヴァーバーグ編纂のアンソロジー収録用に短編として書き始められたが、アシモフ自身の意図に反して分量が増えてしまい、結局長編化されることとなった（アンソロジー用には代替として短編「好敵手」（『木星買います』所収）が書かれている）。なおアシモフは当時ガートルード夫人との不仲から家族と別居してニューヨークでホテル住まいをしており、第2部の3つの性を持つパラ宇宙人の描写には恋人（後の夫人）ジャネットを加えた三角関係が反映されているとも言われている。
アシモフ晩年の短編「ゴールド-黄金」（Gold）は、黄金と引き換えにSF作家から自作の電子ドラマ化を依頼されるドラマ作家の話であるが、その作品は本作の第2部をモデルにしている。

## あらすじ
パラ宇宙との電子交換により、無公害無尽蔵のエネルギーを得られる夢の動力源「エレクトロン・ポンプ」（一種の永久機関）を中心に話が展開される。第1部ではポンプの隠された危険性を訴える若き物理学者ラモントの挫折を、第2部ではパラ宇宙で同じくポンプの危険性を訴えるデュアの運命を、第3部では月に移住した物理学者デニソンがポンプの危険性の証拠とその解決策を得る過程を描いている。